# Konwencja o utworzeniu Europejskiego Stowarzyszenia Wolnego Handlu
Konwencja o utworzeniu Europejskiego Stowarzyszenia Wolnego Handlu (także: Konwencja sztokholmska) – umowa międzynarodowa podpisana dnia 4 stycznia 1960 przez siedem państw europejskich (Austria, Dania, Norwegia, Portugalia, Szwajcaria, Szwecja, Wielka Brytania) w Sztokholmie. Konwencja powołała do życia Europejskie Stowarzyszenie Wolnego Handlu. Depozytariuszem jest rząd Szwecji, językami miarodajnymi angielski i francuski.
Konwencja weszła w życie w maju 1960. W roku 1961 do EFTA przystąpiła Finlandia, w 1970 – Islandia, a w 1991 – Liechtenstein.